# Caloptilia pentaplaca
Caloptilia pentaplaca là một loài bướm đêm thuộc họ Gracillariidae. Loài này sinh sống ở Namibia, Nigeria, Seychelles và Nam Phi.